# The Retreat
The Retreat è un film del 2021  diretto da  Pat Mills.
Il film e stato distribuito su piattaforme Video on demand nel maggio 2021.

## Trama
Renee e Valerie (Tommie-Amber Pirie e Sarah Allen) sono una coppia giunta ad un bivio nella loro relazione, cosi lasciano la città per trascorrere il fine settimana in una baita remota con gli amici ma quando arrivano, i loro amici non si trovano da nessuna parte. Mentre affrontano i loro problemi relazionali, scoprono di essere braccate da un gruppo di estremisti militari che sono determinati ad eliminarle.

## Critica
Chris Knight di Postmedia Network ha scritto che The Retreat, con i suoi protagonisti omosessuali e il modello di fantasia di vendetta, potrebbe essere brutalmente caratterizzato come una specie di lesbica Scappa - Get Out. Anche il titolo dovrebbe essere cambiato in Get Back in (The Closet).
Ma i realizzatori chiaramente non stanno cercando di copiare nessuno.
Richards ha creato una storia originale con relativamente poche parti in movimento e una premessa soddisfacentemente spaventosa.
Potresti scappare se sei schizzinoso sulla violenza, ma per il resto è vale sicuramente la pena inseguire.

## Riconoscimenti
- Canadian Screen Awards
  - Candidatura per miglior casting in un film a Jenny Lawis, Sara Kay (2022)
  - Candidatura per miglior trucco a Karlee Morse, Stephanie Pringle (2022)
  - Candidatura  per miglior coordinamento acrobatico a Angelica Lisk-Hann (2022)